# Kill Me Today, Tomorrow I’m Sick!
Kill Me Today, Tomorrow I’m Sick! ist eine deutsche Tragikomödie der Regisseure und Filmproduzenten Joachim Schroeder und Tobias Streck aus dem Jahr 2018. Sie spielt im Jahr 1999 auf der Balkanhalbinsel und handelt „vom Menschsein und der Verblendung des satten Westens“. Der Film ist inspiriert vom Tagebuch einer Whistleblowerin, die als OSZE-Aktivistin im Kosovo tätig war.

## Handlung
Der Kinofilm spielt im Jahr 1999 in Pristina, der Hauptstadt des Kosovo. Die NATO hat Serbien bombardiert und die Kosovo-Albaner feiern dies als „ihren“ Sieg über die serbischen Unterdrücker. Der Hass zwischen den Ethnien wütet noch immer. Die Internationale Gemeinschaft startet die größte und teuerste Hilfsaktion seit 1945 und schickt viele tausend Mitarbeiter aus, um die Region zu befrieden und wieder aufzubauen.
Anna, eine Mitarbeiterin eines Medienprojektes der OSZE, ist hochmotiviert und stolz darauf, ihren Beitrag für einen demokratischen Wandel zu leisten, und geht in ihrer Arbeit voll auf. Nach ihrer anfänglichen Euphorie, Gutes tun zu können, muss sie jedoch schon bald entsetzt erkennen, dass viele ihrer Kollegen neurotisch, ignorant, unethisch, korrupt und gelangweilt von ihrer eigenen Mission sind. Commander Rhaci, der gefeierte vermeintliche kosovarische Freiheitskämpfer und Günstling des Westens, geriert sich wie ein Mafiaboss und beutet das Land aus.
Anna, die idealistische junge Deutsche, lernt den Glücksritter, Schieber und Charmeur Plaka kennen, der die „Internationals“ vor allem wegen ihres Geldes liebt und sich zunächst opportunistisch zeigt.
Plaka holt Anna nach ihrer Ankunft am Flughafen ab. Auf dem Weg zu ihrem neuen Arbeitsplatz unterhält sie sich mit Plaka und sagt gewichtig und überzeugt von ihrer Mission: „Ich will helfen, hier freie und demokratische Medien aufzubauen, nach Jahrzehnten der Unterdrückung“. Plaka lacht laut und zynisch auf. Der Zuschauer ahnt bereits in dieser Szene, dass in diesem Film alles anders kommen wird als von Anna erhofft. Die pädagogisch korrekte, hohe Moral Annas wird im Verlauf der weiteren Handlung durch brutale, realistische Szenen konterkariert. Gemeinsam kämpfen Anna und Plaka jedoch schließlich mutig gegen karriereorientierte westliche Bürokraten, skrupellose Revolutionäre und gegen die eigenen Vorurteile an. Während die Konflikte zwischen den ethnischen Gruppen weiterhin eskalieren, nähren die Warlords von einst und ihre Killer den Hass zwischen den Ethnien und verdienen prächtig am Waffen-, Mädchen- und Organhandel.
Anna muss erfahren, dass die Mitarbeiter der OSZE, die eigentlich zur Erhaltung des Friedens und der Demokratie der Region ausgesandt wurden, dem Chaos scheinbar unberührt ihren Lauf lassen und mit ihren eigenen Interessen, Bedürfnissen, Angelegenheiten und Eitelkeiten beschäftigt sind. Anna stellt ernüchtert fest, dass, weil niemand die Organisationen und Mitarbeiter gewählt hat, sie keine Basis haben, gegenüber der sie sich ernsthaft verantworten müssten. Sie wechseln vom IRK zur WHO, vom WWF zum IWF, von der OSZE zur OECD und zurück. Der Krieg tobt indes auch im Frieden unaufhaltsam weiter. So wird der Einsatz für das Gute nicht nur für Anna zur Farce und zudem brandgefährlich.
Mit Plaka installiert Anna den subversiven Piratensender Radio-One-Kosovo, was die beiden einander näherbringt, aber alle Seiten bedrohlich provoziert. Die kleine Radiostation funkt mit Humor und lässigem Sound Hoffnung in die verzweifelten Herzen der Radiohörer. Hier wird aber auch mit Tabus gebrochen und Licht ins Dunkel der Ereignisse gebracht, die im Film mit viel Schwarzem Humor inszeniert werden. Anna stellt im Laufe der Zeit fest, dass sie die Institution betrügen muss, um Geld herausholen zu können und damit Gutes zu tun.

## Varia
Der Film kam im Frühjahr 2020 in die Kinos. Premiere war am 14. Januar 2020 in Berlin sowie am 23. Januar 2020 in Bremen.
Seine Weltpremiere feierte er im September 2018 beim Montreal World Film Festival in Kanada, für das er in der Kategorie First Fiction Films nominiert wurde. Kill Me Today, Tomorrow I’m Sick! wurde mit dem Silver Zenith ausgezeichnet.
Die Deutschlandpremiere des Films fand am 24. Oktober 2018 anlässlich der Internationalen Hofer Filmtage statt. Der Film war außerdem für die 24. Filmschau Baden-Württemberg nominiert, die vom 5. bis zum 9. Dezember 2018 in Stuttgart stattfand.
Kill Me Today, Tomorrow I’m Sick! ist der erste Spielfilm der Regisseure und Produzenten Joachim Schroeder und Tobias Streck, die sich bislang mit Produktionen wie unter anderem der politischen Satire Entweder Broder (mit Henryk M. Broder und Hamed Abdel-Samad) und der kontrovers diskutierten Dokumentation Auserwählt und ausgegrenzt – Der Hass auf Juden in Europa einen Namen machten.
Inspiriert zu dem Film wurden Schroeder und Streck von den Tagebuchnotizen Henriette Schroeders, der Schwester Joachim Schroeders, die von 1999 bis 2001 für die OSZE (Organisation für Sicherheit und Zusammenarbeit in Europa) im Kosovo für den Aufbau unabhängiger Medien tätig war.
In vielen Szenen des Films wird nicht nur Deutsch und Englisch gesprochen, sondern auch Albanisch und Serbisch. Die Untertitel sind auf Deutsch. Das verleiht dem internationalen Geschehen einerseits ein hohes Maß an Authentizität, aber auch durch das geradezu babylonische Durcheinander eine Menge Komik.
Die Dreharbeiten fanden unter anderem in Meran und in Bozen statt.

## Musik
Nahezu alle Musikstücke wurden eigens für den Film vom Komponisten und Musiker Robert Papst und seinem langjährigen Musikerfreund Hugo Siegmeth komponiert und aufgenommen, um für die Handlung rund um die Radiostation viele originalgetreue Songs verwenden zu können.
Lediglich drei Songs stammen von The Lurkers, ein weiterer aus einer anderen Feder. Aufwendige Recherchen waren notwendig, um den Musikstil des Balkan der 1990er wiederzugeben. Jugo-Pop, serbischer Rock, orientalische Disco, albanische Folklore wurden so im damaligen Stil geschrieben und passend dazu das Lebensgefühl jener Zeit wiedergegeben. Der Titelsong ist ein klassischer Rocksong, der neben anderen Stücken aus dem Film auf CD veröffentlicht wurde.

## Auszeichnungen und Nominierungen
- 2018: 42. Montreal World Film Festival, nominiert in der Kategorie First Fiction Films. Auszeichnung: Silver Zenith
- 2018: 52. Internationale Hofer Filmtage, nominiert.
- 2018: 24. Filmschau Baden-Württemberg, nominiert.
- 2019: 24. Filmfestival Türkei Deutschland – Bester Darsteller: Carlo Ljubek für seine Rolle als Plaka
- 2019: Öngörön Preis für Demokratie und Menschenrechte („Der Film überzeugt als vielschichtiger Mix aus unsentimentalem Melodram mit satirischen Elementen und packendem Doku-Drama, der grundiert ist von den authentischen Tagebuchaufzeichnungen einer OSZE-Aktivistin.“ Jurybegründung)

## Kritiken
„Hier verliert der brave Deutsche seine Illusionen: Auf dem Tagebuch einer realen OSZE-Aktivistin beruht der Stoff, den die Regisseure lang, aber flott, mit so viel makabrem Humor wie Horror ausbreiten. ‚Der OSZE‘, geben sie in Hof zu, ‚gefällt der Film nicht.‘ Das glaubt man gern.“ (Frankenpost, anlässlich der Nominierung bei den Internationalen Hofer Filmtagen)
„‚Kill me today, tomorrow I’m sick‘ thematisiert in schonungsloser Weise die Rolle Internationaler Organisationen in den Krisenregionen der Welt.“ (MFG Medien- und Filmgesellschaft Baden-Württemberg)
„Über die Selbstgerechtigkeit und Naivität von internationalen Organisationen und ihren Funktionären könnte man bestimmt noch 1.000 Filme machen. Gut, dass es jetzt schon mal einen – und dazu noch einen sehr gelungenen – gibt.“ (Marc Neugröschl, The Times of Israel)
„Schröder und Streck liefern einen zynischen, manchmal schreiend komischen, im Herz aber verzweifelten Lagebericht über die Hilflosigkeit der Vernünftigen. Restlos alle Gutwilligen werden hier ihrer Weltverbesserungshoffnungen beraubt.“ (Wolfgang Höbel, Spiegel Online)
„Was auf den ersten Blick daherkommt wie ein überraschendes Ufo des deutschen Kinos, ist in Wahrheit ein fulminantes Lebenszeichen, eine Satire ohne ethische Gebrauchsanweisung.[…] Eine ordentliche Portion Übermut der Verzweiflung und grimmiger Humor ohne Rücksicht auf Verluste ergeben hier humanistische Haltung ohne jeden Moral-Kitsch, erzählt in einem Ton, der angesichts der Leichenberge auch eine Anklage der ewigen Welt-Dummheit ist.“ (Dominik Graf, FAZ Sonntagszeitung, 12. Januar 2020)
„Das Filmplakat erinnert an einen Western – kein Wunder, denn damals herrschte ‚Wild West‘-Stimmung im Kosovo.“ (Dirk Krampitz, BILD, 14. Januar 2020)
„Kill Me Today, Tomorrow I’m Sick! ist damit sicherlich eine der ungewöhnlichsten deutschen Co-Produktionen, die zuletzt in unsere Kinos gekommen ist. Ein Film, der ebenso schwer zu fassen ist wie die damalige Situation, ein Phantom, mal unterhaltsam, dann wieder erschreckend, fest in seiner Zeit verortet und doch ein universeller Blick auf die menschliche Natur, zwischen Hoffnung und Hässlichkeit.“ (Oliver Armknecht, Film-Rezensionen, 12. Februar 2020)
„Der Film beschreibt einen Krisenherd, der vielleicht symptomatisch für alle anderen Krisenherde auf der Welt ist.“ (BR-Fernsehen, 19. Februar 2020)
„Eine schockierende schwarze Komödie über ein verlorenes Land mitten in Europa und einen total überforderten Westen. Ich habe viel gelacht.“ (Hamed Abdel-Samad)
„Der Film ist hart und schrill, aber auch witzig bis zotig. Und sehenswert.“ (BR24, 13. März 2020)